# Авл Манлій Капітолін
Авл Ма́нлій Капітолі́н (лат. Aulus Manlius Capitolinus; V—IV століття до н. е.) — політичний, державний і військовий діяч Римської республіки, чотириразовий військовий трибун з консульською владою (консулярний трибун) 389, 385, 383 і 370 років до н. е.

## Біографічні відомості
Походив з патриціанського роду. Син Тита Манлія. Про його початкову кар'єру недостатньо відомо. Діяв разом зі старшим братом Марком Манлієм Капітоліном, консулом 392 року до н. е. У 390 році до н. е. був серед оборонців Капітолія від галів на чолі із Бренном. За це разом з братом отримав когномен Капітолін, тобто Капітолійський.

### Перша трибунська каденція
У 389 році до н. е. разом з Луцієм Валерієм Публіколою, Луцієм Емілієм Мамерціном, Публієм Корнелієм, Луцієм Віргінієм Трікостом, Луцієм Постумієм Альбіном Регілленом його було обрано військовим трибуном з консульською владою. Під час цієї каденції Капітолін очолив один з легіонів, з яким тримав оборону проти галлів та їх союзників. У 387 році до н. е. не підтримав змову свого брата за захоплення абсолютної влади в Римі, через що Марка Манлія було засуджено і скарано на смерть.

### Друга трибунська каденція
У 385 році до н. е. його було вдруге обрано військовим трибуном з консульською владою цього разу разом з Публієм Корнелієм, Гаєм Сергієм Фіденатом Коксоном, Титом Квінкцієм Цинциннатом Капитолином, Луцієм Квінкцієм Цинціннатом, Луцієм Папірієм Курсором. Він разом із колегами з перемінним успіхом воював проти вольсків, герніків та латинян. Після цього підтримав пропозицію щодо призначення диктатора для війни з вольськами, яким став Авл Корнелій Косс.

#### Третя трибунська каденція
У 383 році до н. е. його було втретє обрано військовим трибуном з консульською владою цього разу разом з Луцієм Валерієм Публіколою, Луцієм Емілієм Мамерціном, Луцієм Лукрецієм Триципітіном Флавом, Марком Требонієм, Сервієм Сульпіцієм Руфом. Під час цієї каденції почались декілька повстань вольськів та міст Пренесте і Ланувій проти Риму, але військові дії не почались через голод та моровицю, які виникли в Римі.

### Четверта трибунська каденція
Тривалий час про діяльність Авла Манлія Капітоліна відсутні відомості, вів боротьбу проти плебейських трибунів. Вчетверте його було обрано військовим трибуном з консульською владою у 370 році до н. е. Його колегами того року були Сервій Сульпіцій Претекстат, Гай Валерій Потіт, Луцій Фурій Медуллін, Сервій Корнелій Малугінен і Публій Валерій Потіт Публікола. Згадок про якісь дії військових трибунів під час цієї каденції немає. 
Подальша доля Авла Манлія невідома.